# Andrea Ceccato
Pas d'image ? Cliquez ici
Andrea Ceccato, né le 23 novembre 1986 à Bassano del Grappa est un pilote automobile italien.

## Carrière
En 2005, il pilote pour la première fois en Italian GT (en),.
L'année suivante, il remporte deux courses en championnat d'Europe FIA GT3 et se classe troisième du championnat,.
En mai 2011, dans le cadre de la première manche de l'International GT Open qui a lieu à Imola, il remporte la seconde course du week-end,. Fin août, sur le Red Bull Ring, il remporte la première course au volant de la Porsche 911 GT3 RSR (997) d'Autorlando Sport,.